# William Rainey
Pour les articles homonymes, voir Rainey.
William Rainey (né le 21 juillet 1852 à Kennington et mort le 24 janvier 1936 à Eastbourne) est un artiste et illustrateur britannique.
Illustrateur prolifique de livres et de magazines, il a illustré environ 200 livres au cours de sa carrière.

## Galerie

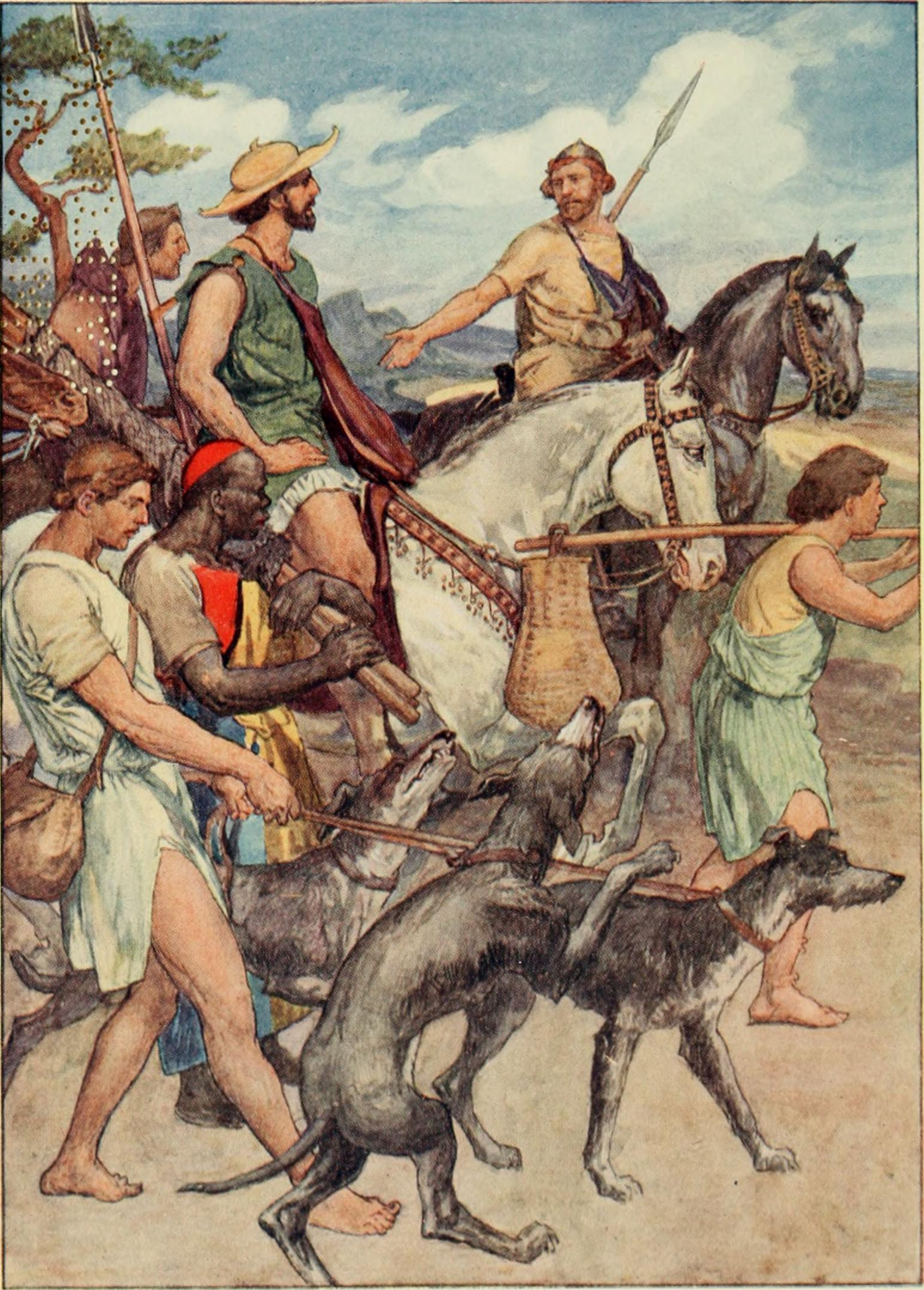
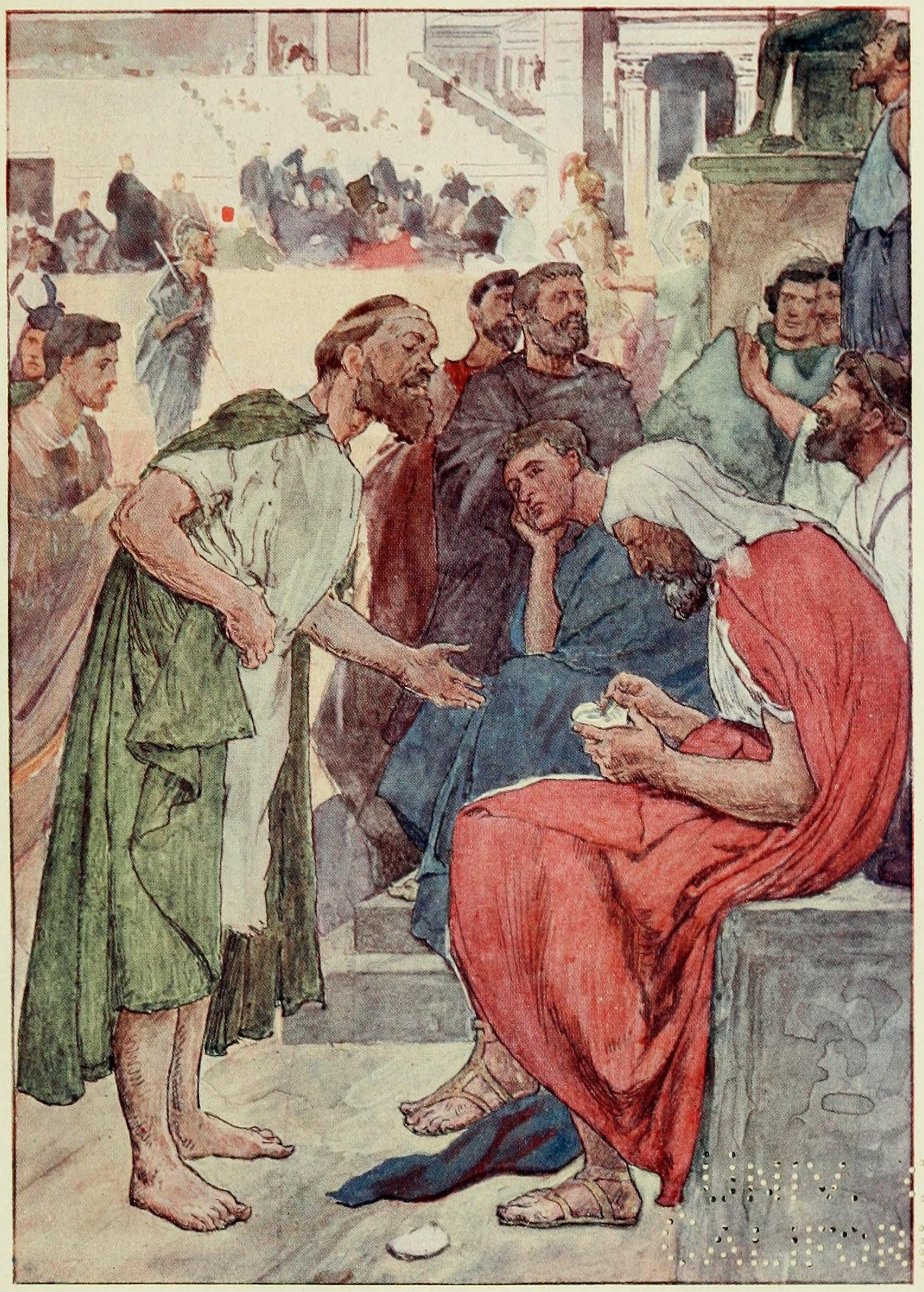
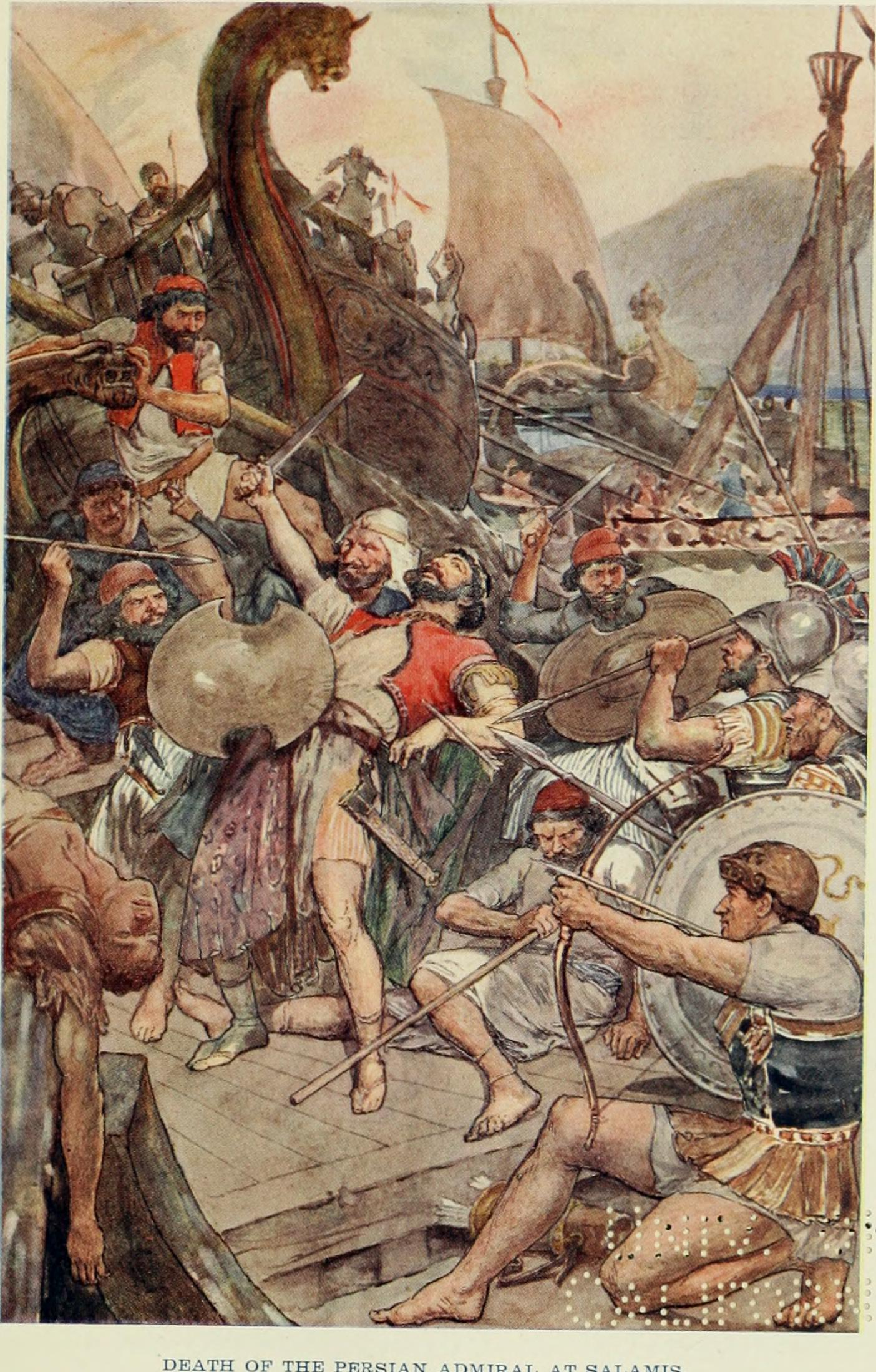
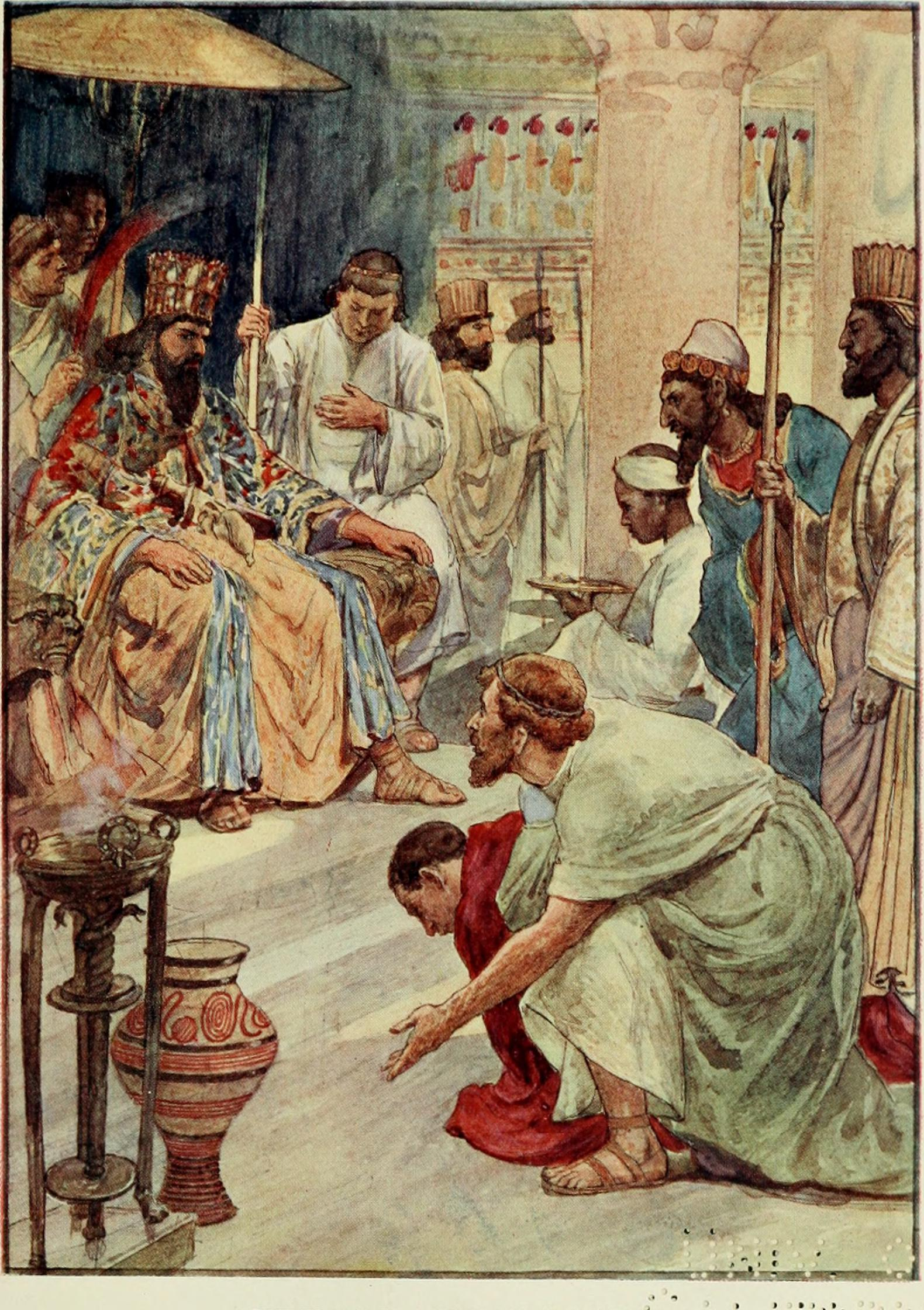
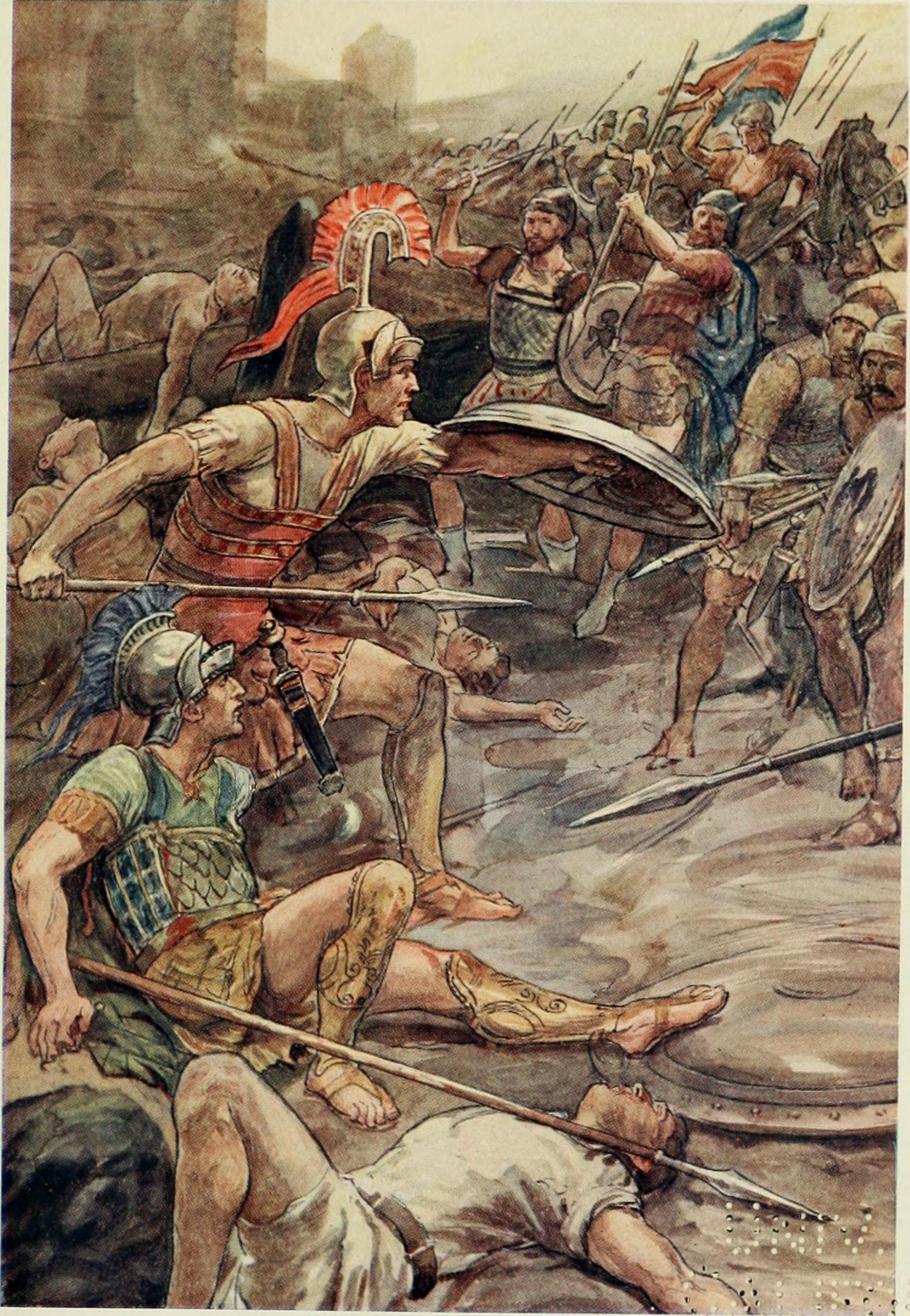
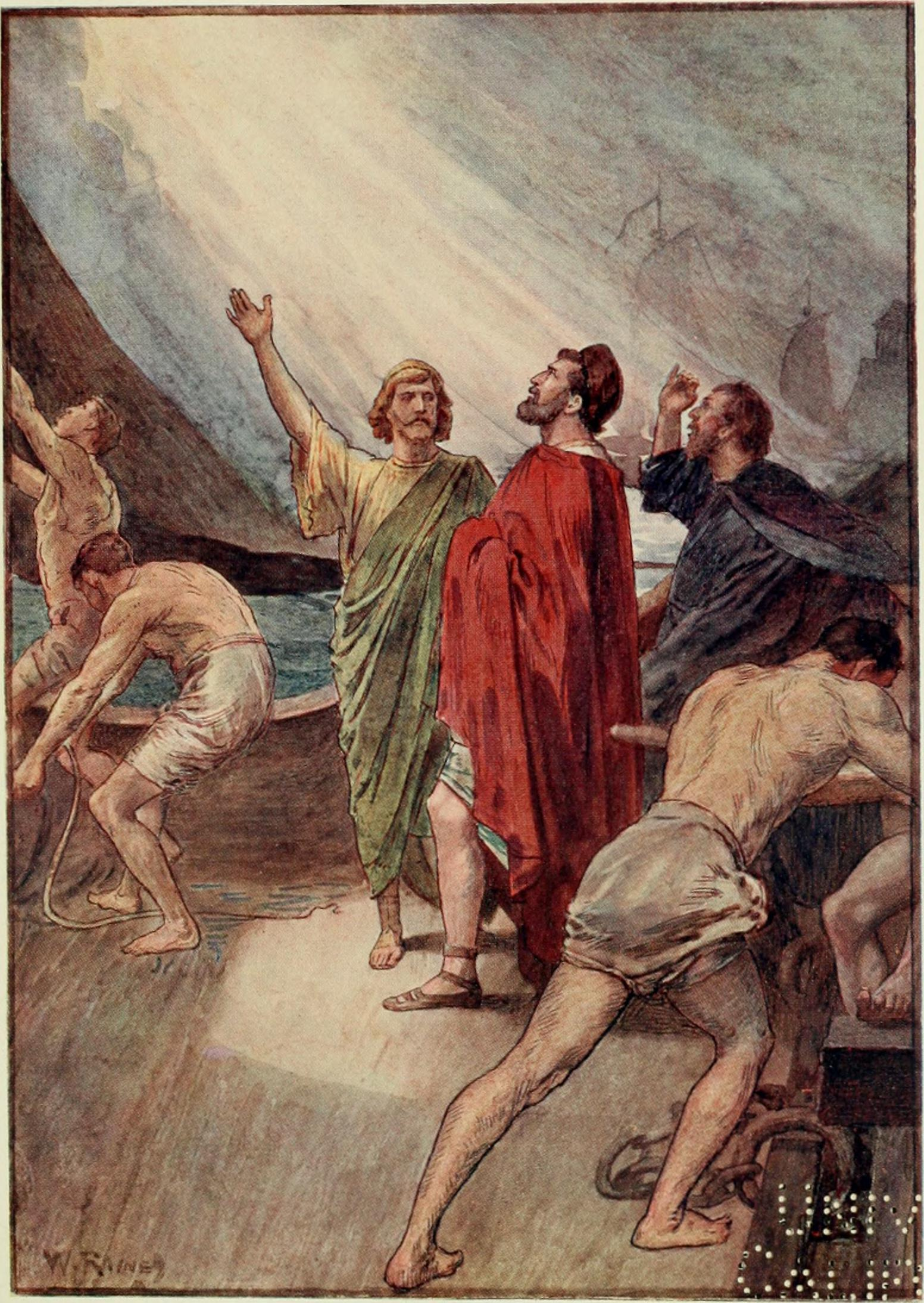
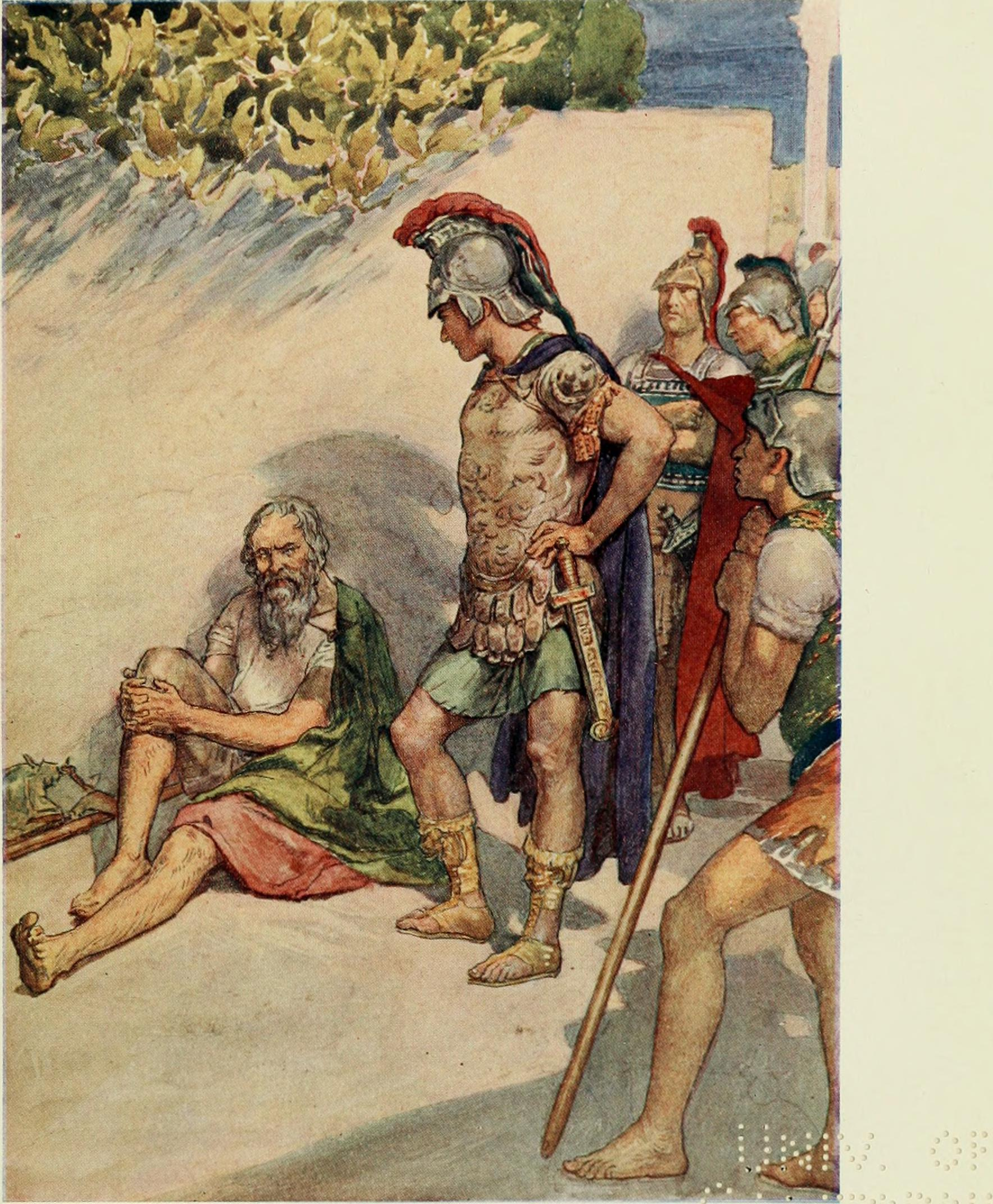
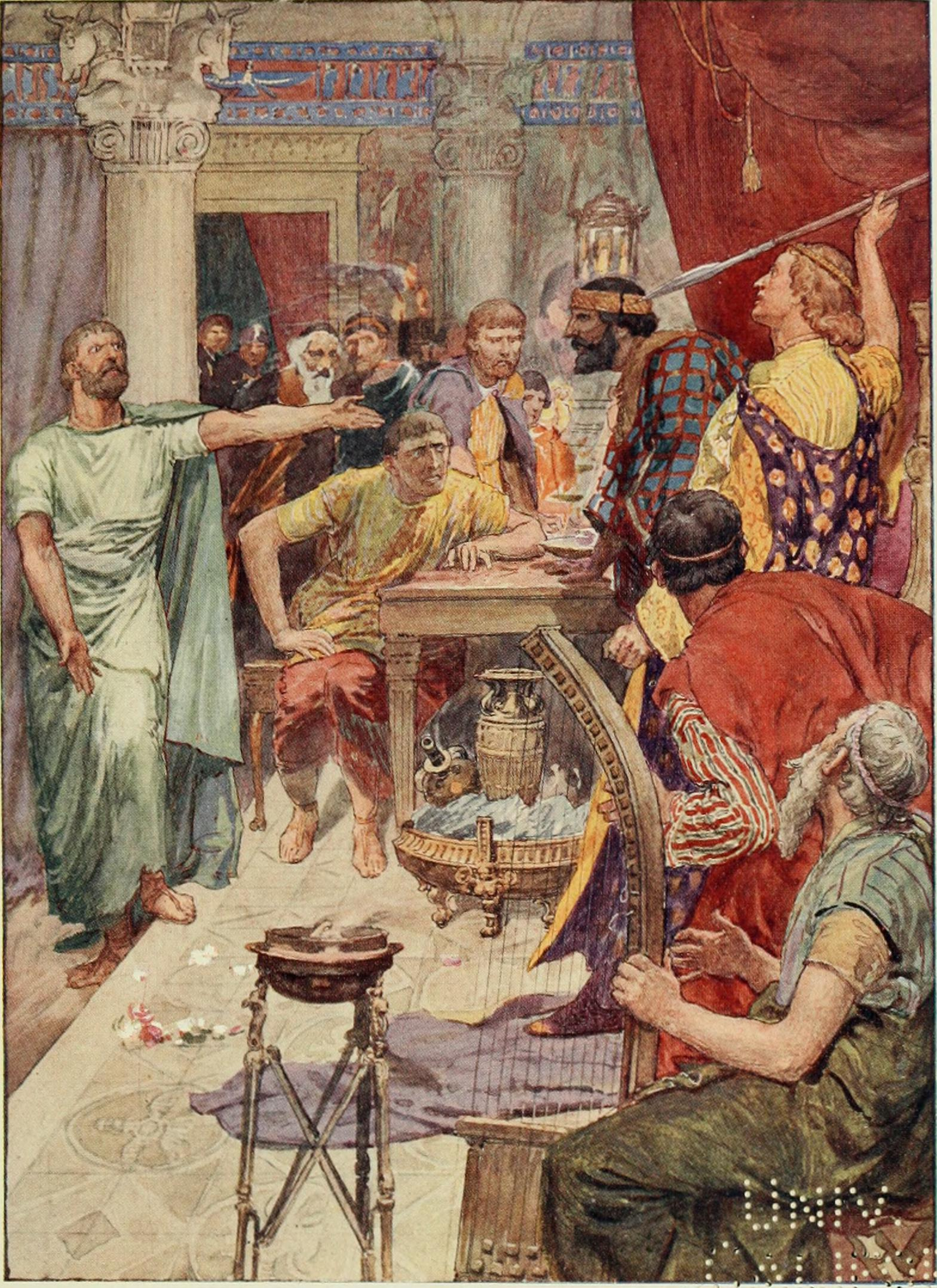
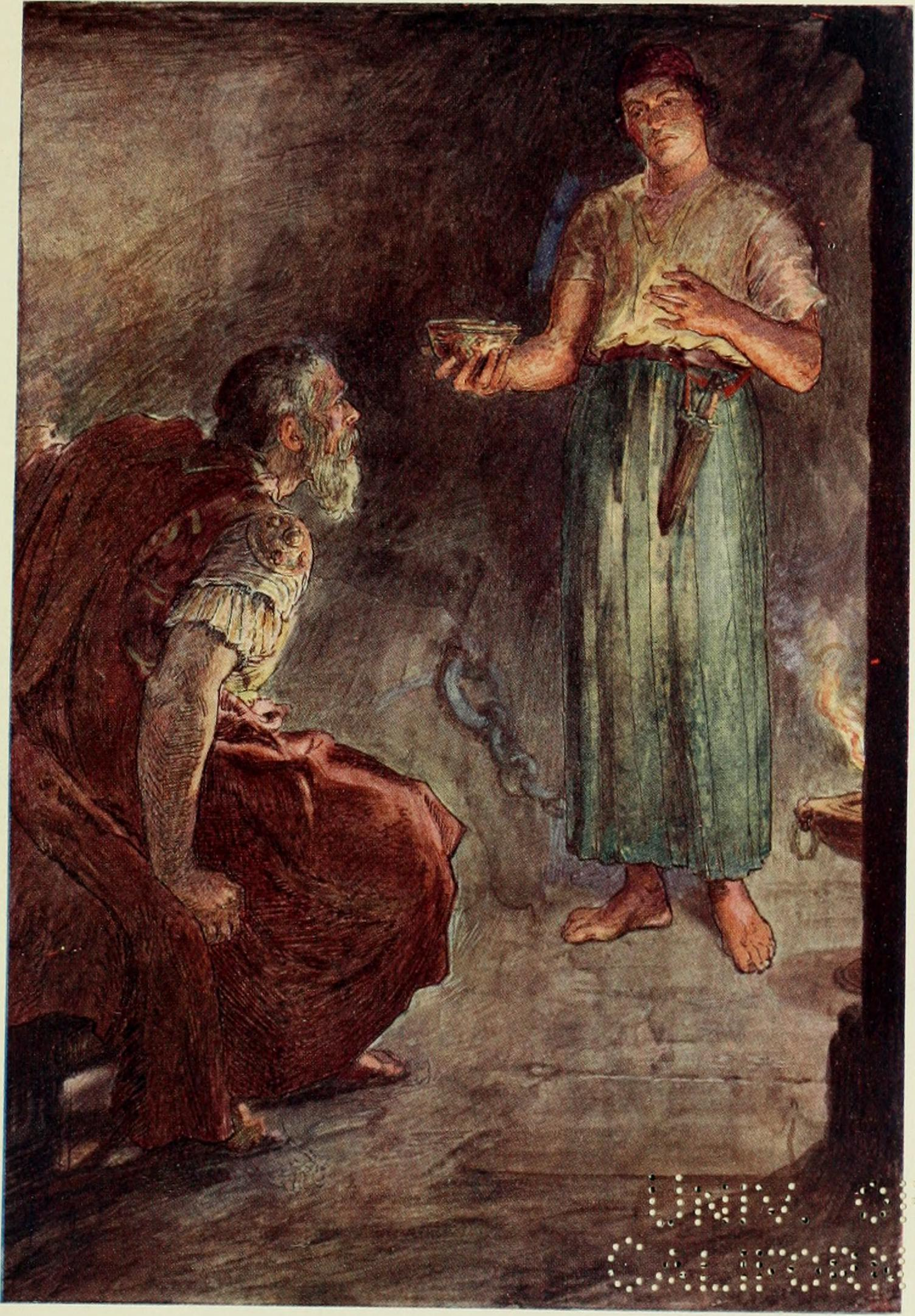
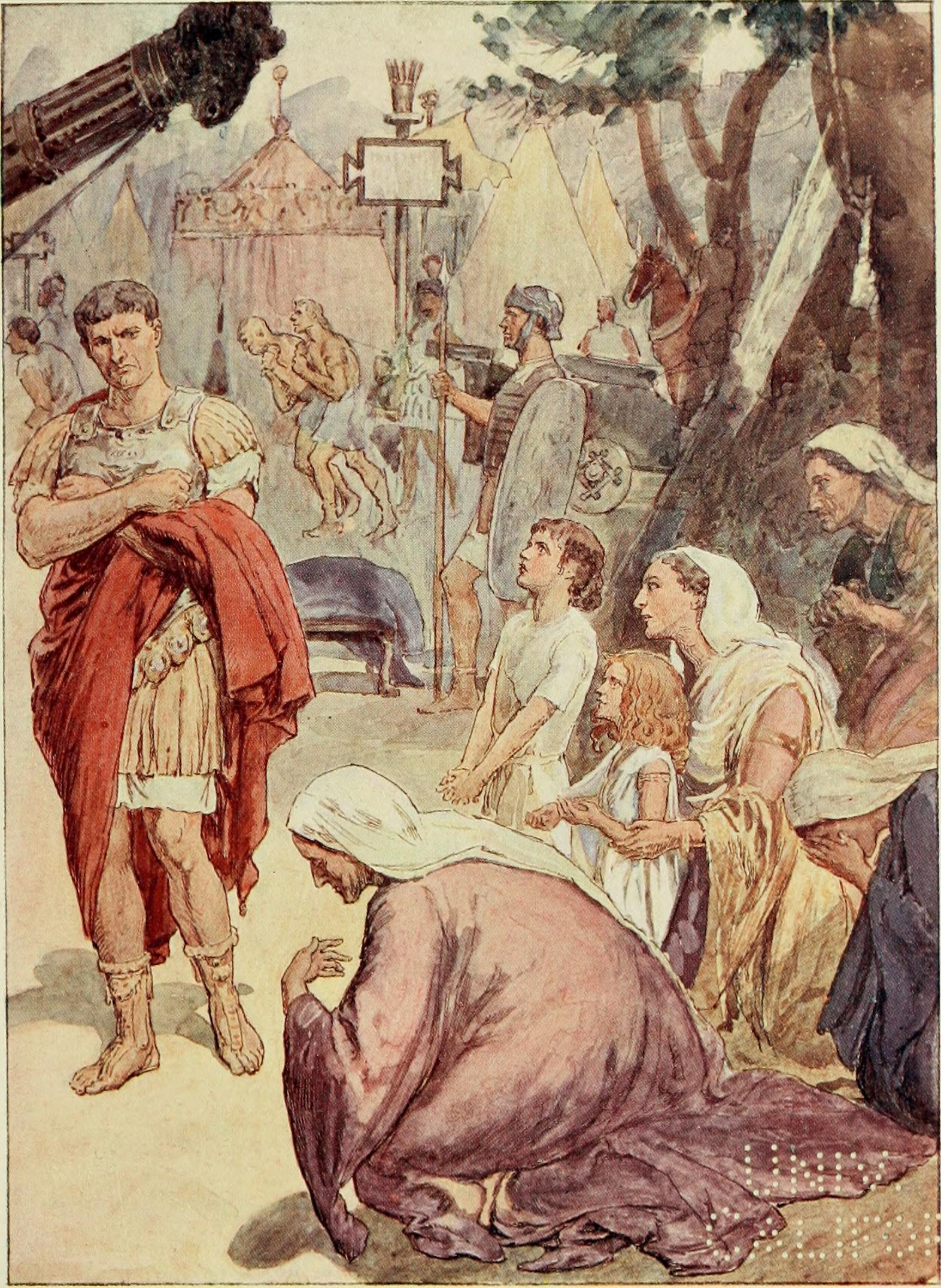
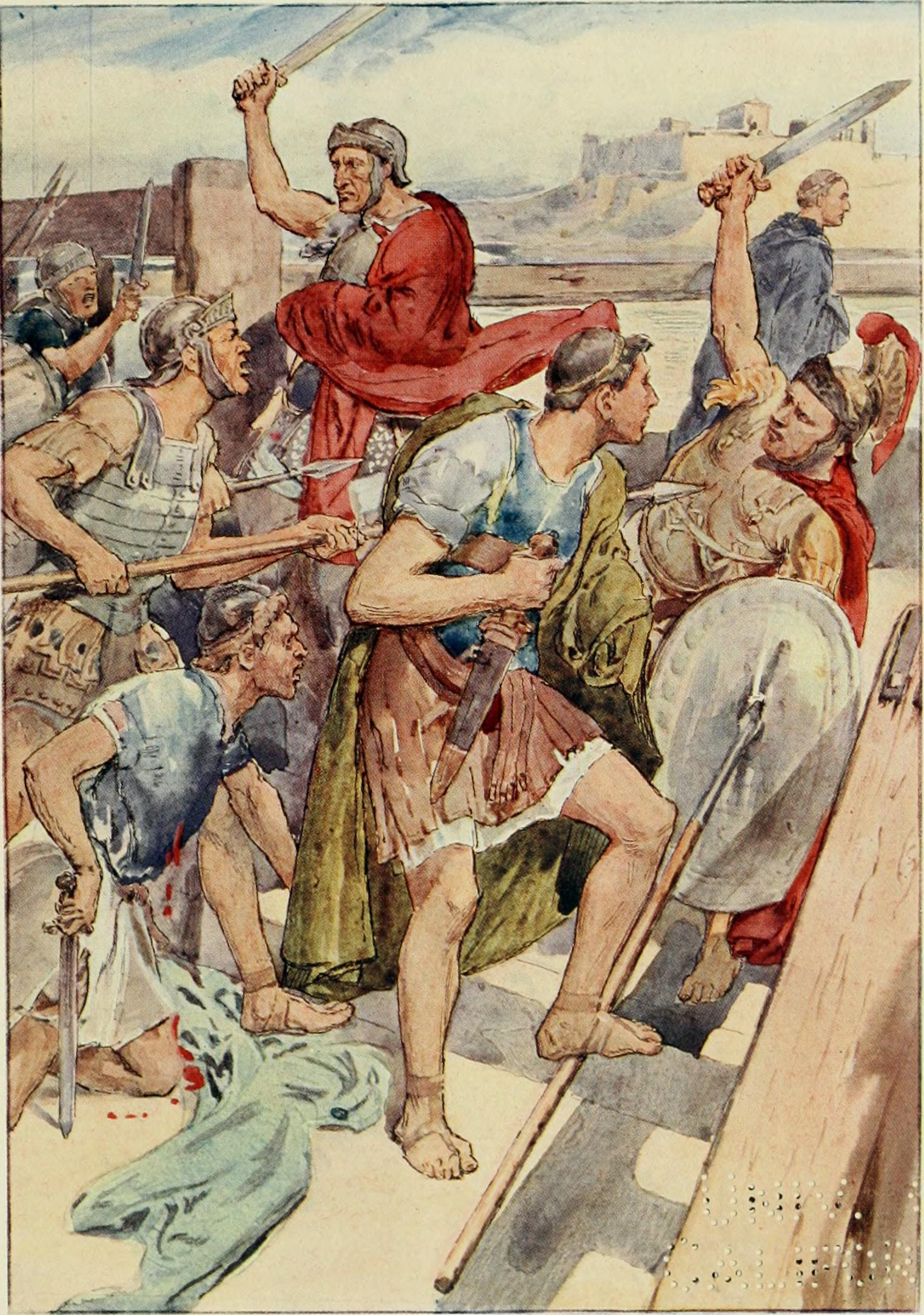
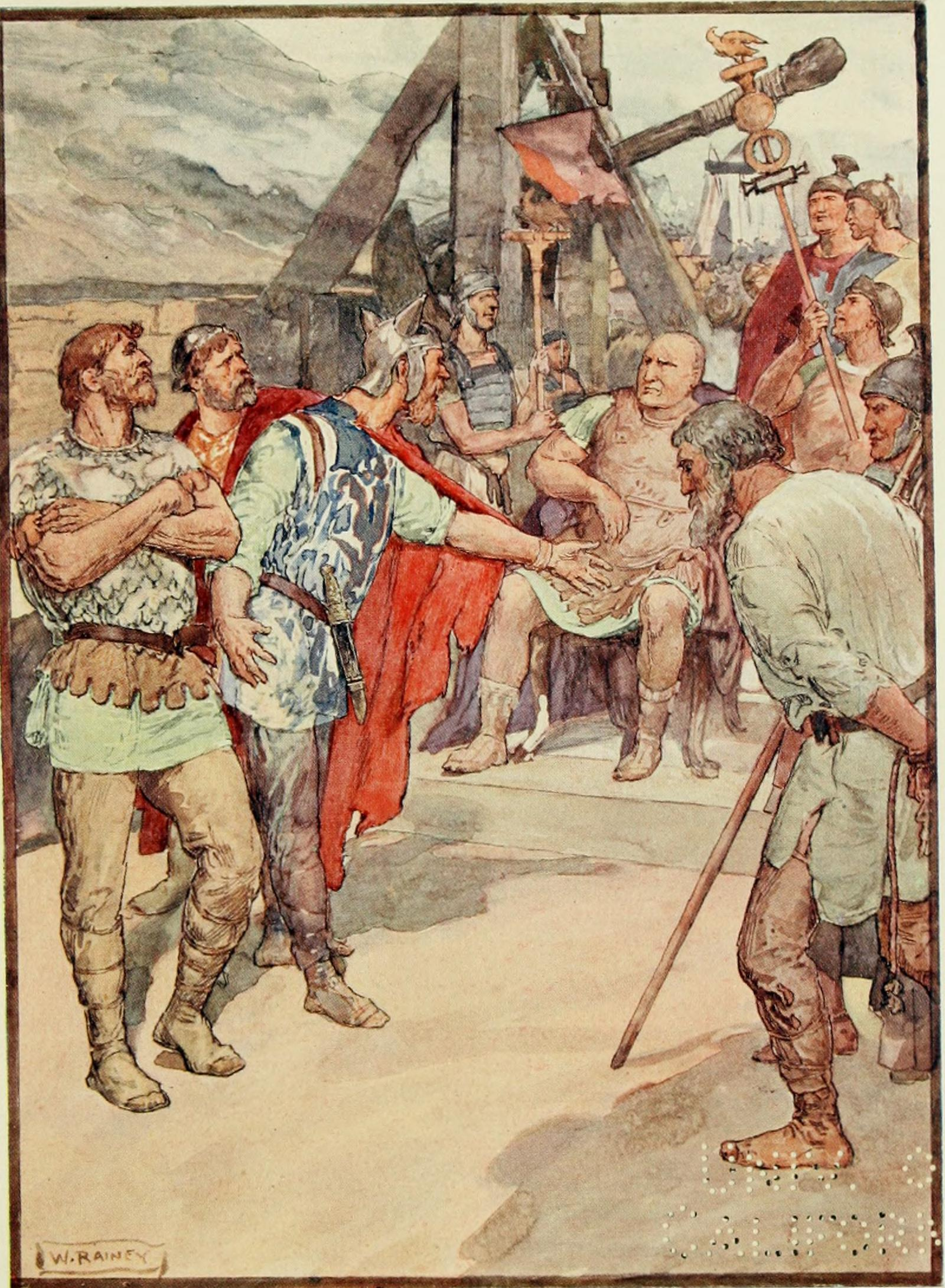
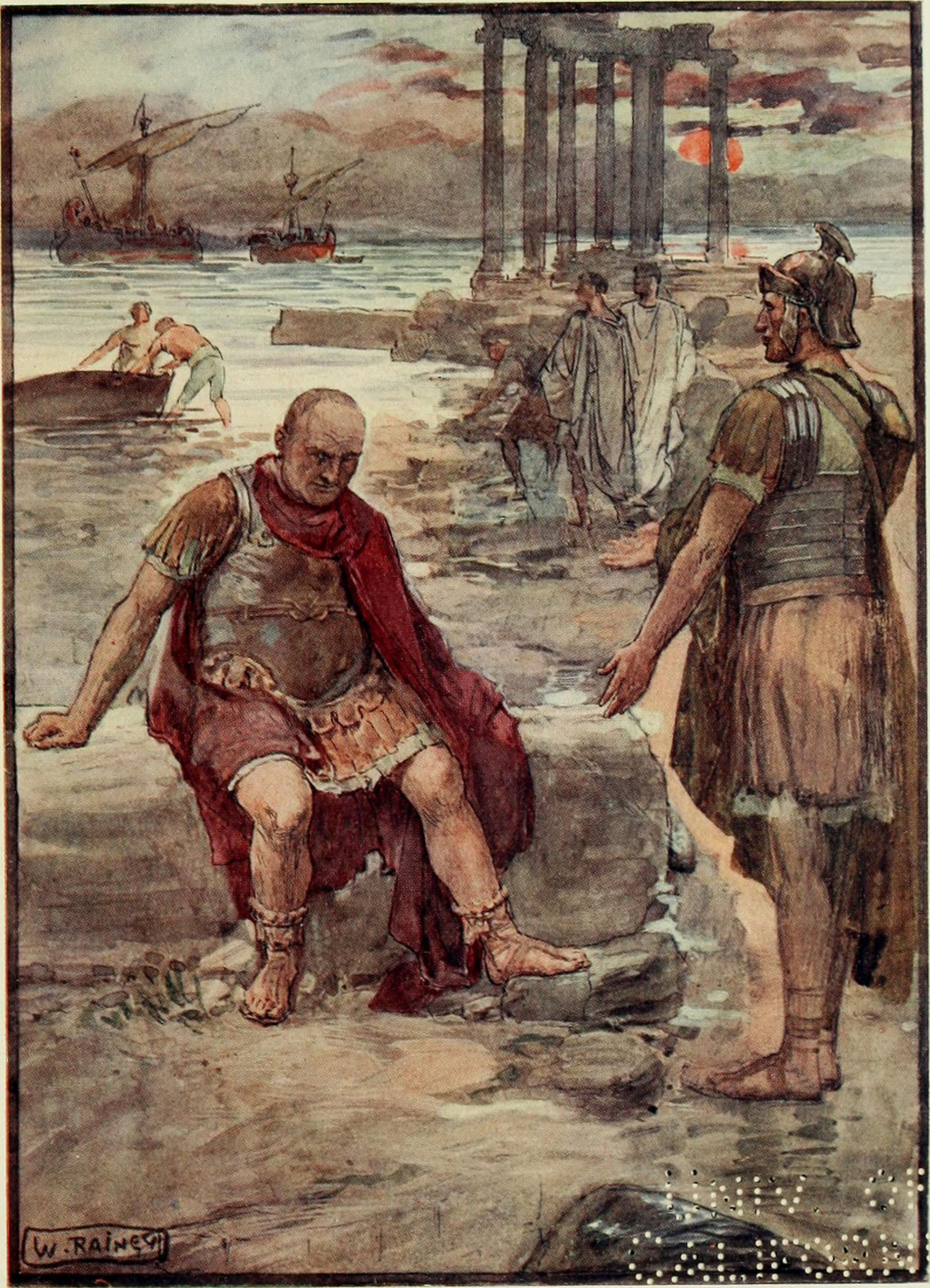
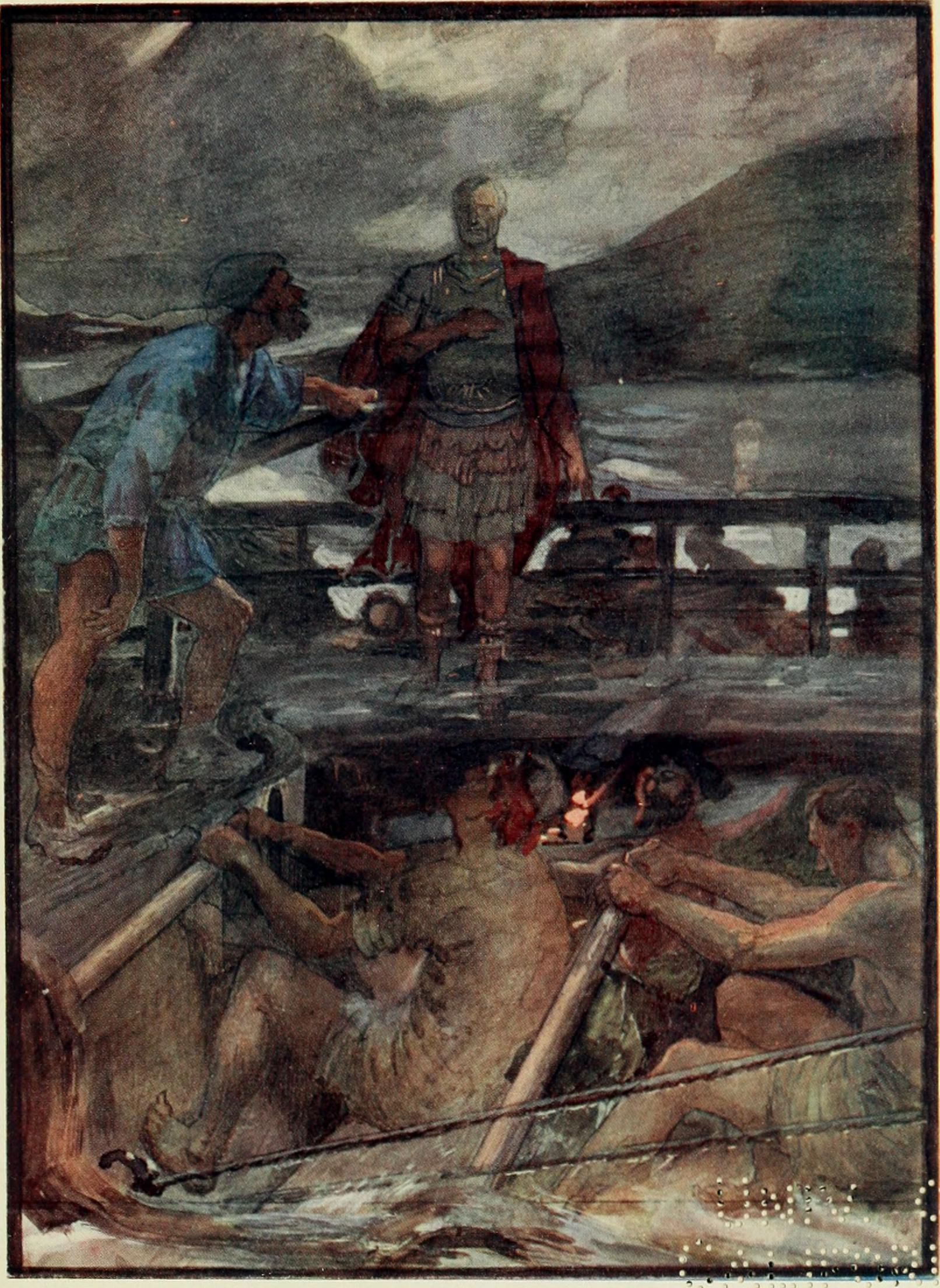
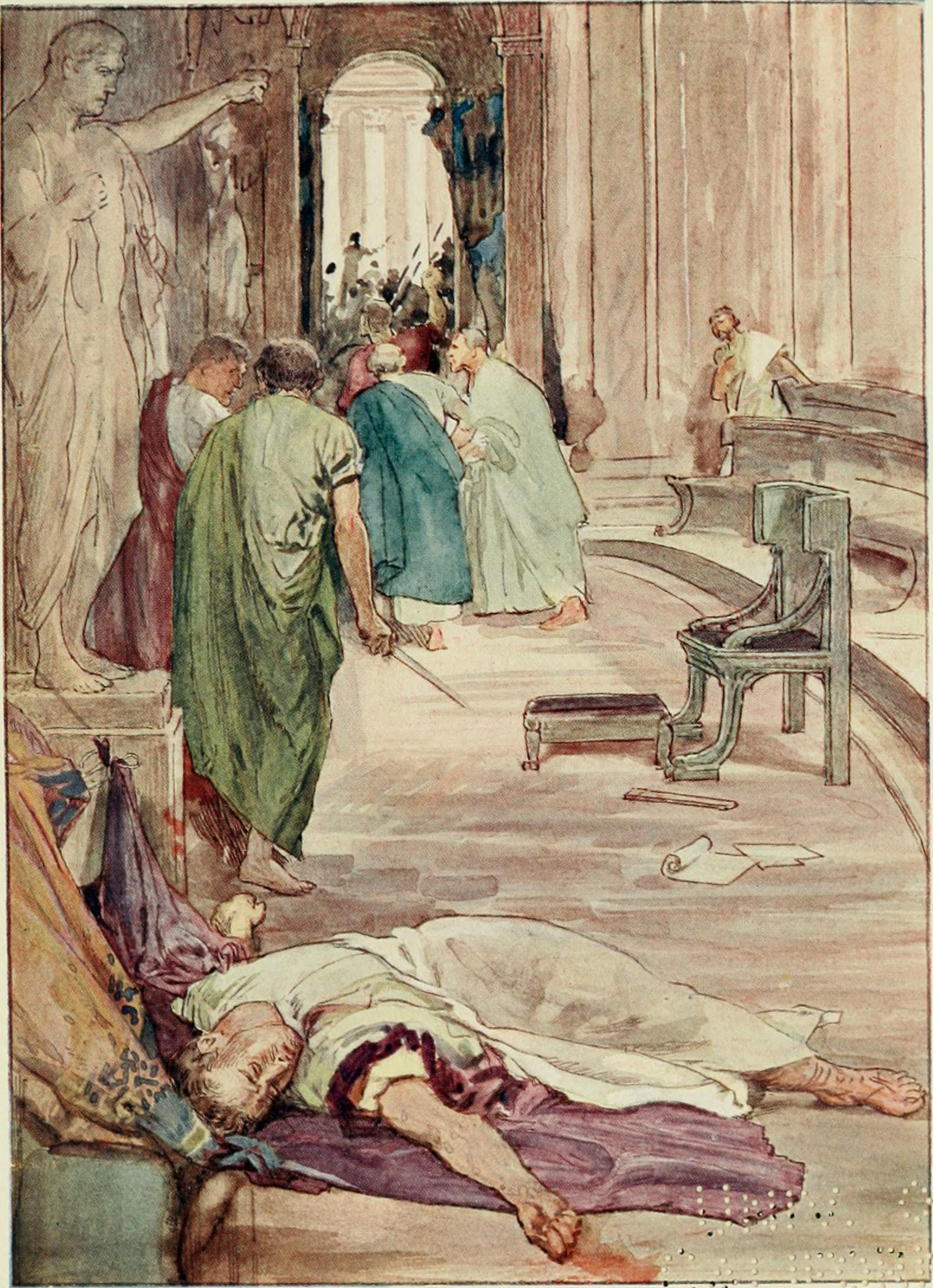
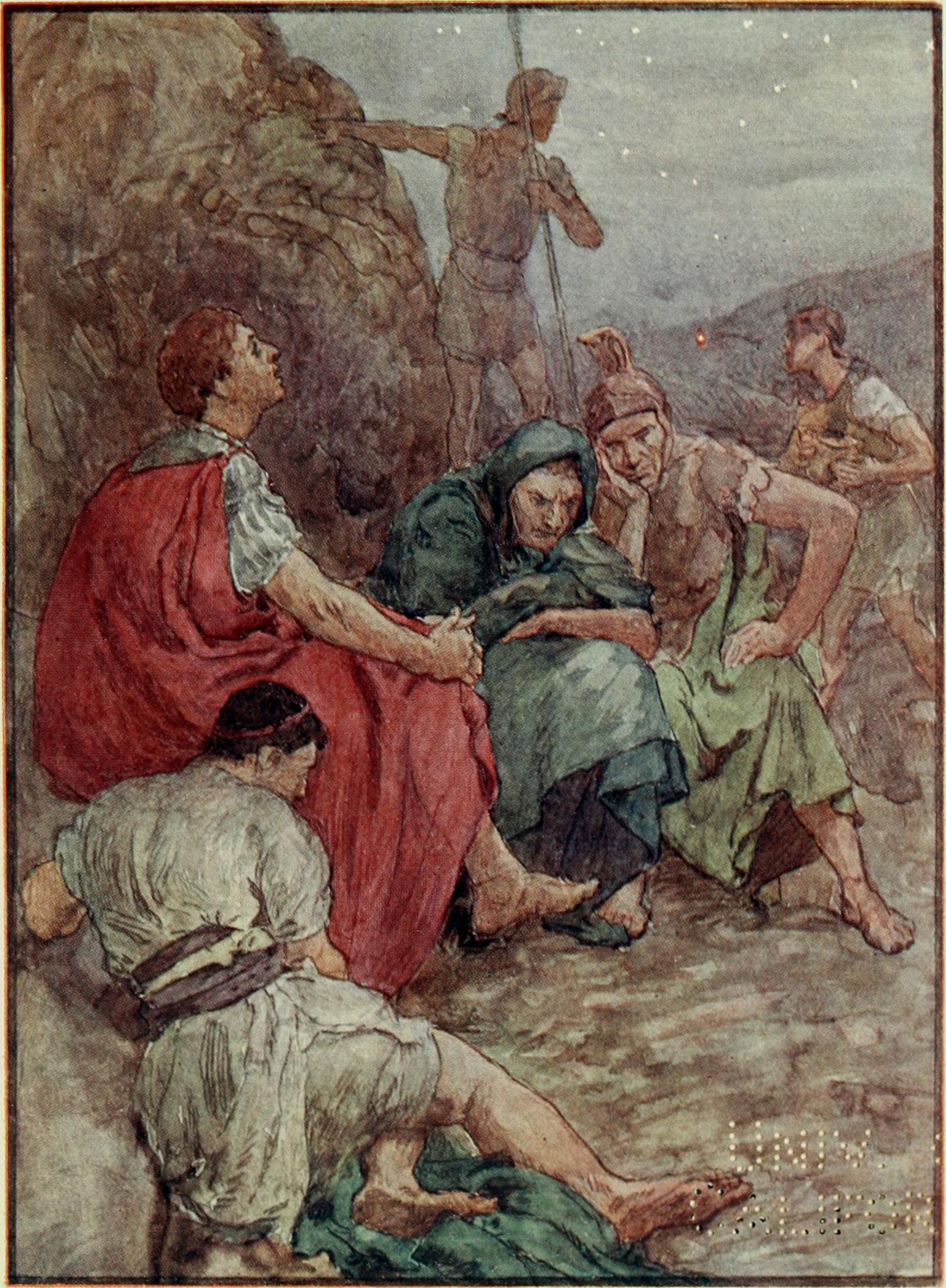